# Триперстка чорногуза
Триперстка чорногуза (Turnix nanus) — вид сивкоподібних птахів родини триперсткових (Turnicidae).

## Поширення
Вид поширений в країнах Субсахарської Африки.

## Опис
Забарвлення темнокоричневе з сірим рябим візерунком на спині і крилах. Черево біле.